# 兄弟會

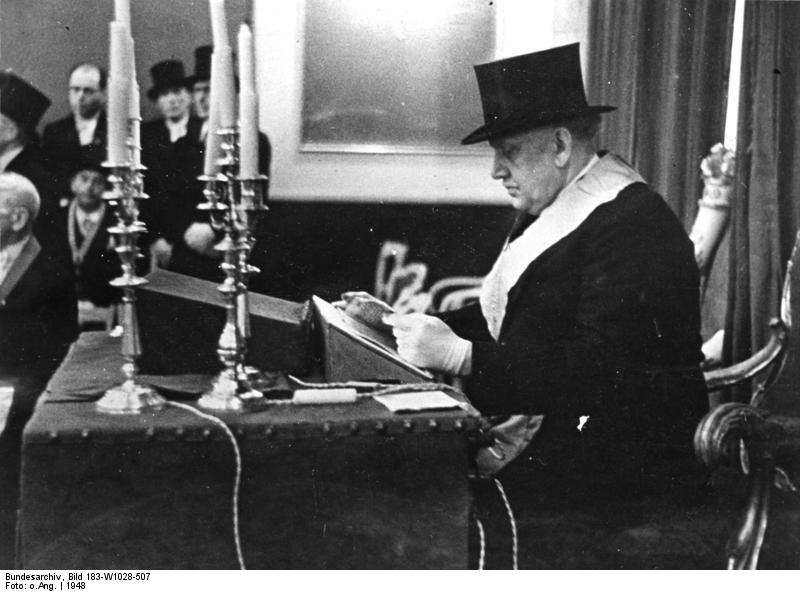
1948年共济会在西德召開一次會議

兄弟会（英語：fraternity）是一些男性為實現某種宗教或世俗目标而共同組建的组织、社团、俱乐部。 共济会、紳士俱樂部、学生兄弟会都是某種意義上的兄弟會。 有時秘密結社後組成的組織也會被視為兄弟會。 尽管兄弟会的成员大多数仍仅限于男性，但情况并非总是如此。 